# إميل باومان
إميل باومان (بالفرنسية: Émile Baumann)‏ هو كاتب فرنسي، ولد في 24 نوفمبر 1868 في ليون في فرنسا، وتوفي في 24 نوفمبر 1941 في لا سين سور مير في فرنسا.